# Miguel López de Legazpi
Miguel López de Legazpi (1502-1572), apodado «el Adelantado» y «el Viejo», fue un marino español que llegó al grado de almirante. Fue el primer gobernador de la Capitanía General de las Filipinas. 
Miguel López de Legazpi inicio la  la conquista y colonización del archipiélago de las Filipinas en 1565 con la fundación de ciudades de Cebú en 1565 y Manila en 1571.

## Biografía
Miguel López de Legazpi nació en la localidad guipuzcoana de Zumárraga, en la entonces Corona de Castilla y actualmente País Vasco en España, con dudas sobre el año de nacimiento, que podría ser 1502, 1503, 1504, 1505 o incluso 1510, y murió en Manila, entonces Capitanía General de las Filipinas, parte del Imperio español y actualmente Filipinas, el 20 de agosto de 1572. Proveniente de una familia de la pequeña nobleza guipuzcoana, con el título de hidalgo, fue el segundo hijo de Juan Martínez López de Legazpi y Elvira de Gurruchategui. Su casa natal, denominada Jauregi Haundia (el Palacio grande en euskera), pero mucho más conocida como Legazpi dorretxea (Casa-Torre Legazpi), se conserva en Zumárraga.
Su padre luchó en Italia y en Navarra con las tropas de la corona de Castilla. Legazpi realizó estudios de letrado y eso le valió para ocupar el cargo de concejal en el Ayuntamiento de Zumárraga en 1526, y al año siguiente el de escribano en la alcaldía mayor de Areria (Guipúzcoa), que ocupó a la muerte de su padre y en la que fue confirmado por el rey el 12 de abril de 1527. El virrey de México, Luis de Velasco, lo describió en una de sus cartas como «hijohidalgo notorio de la casa de Lazcano».

### Viaje a Nueva España
En 1545 se trasladó a Nueva España, donde vivió durante veinte años. Ocupó diversos cargos en la administración del virreinato de Nueva España; fue escribano mayor en 1551 y alcalde mayor de la Ciudad de México en 1559. Antes había trabajado en la Casa de la Moneda en puestos de responsabilidad.
Se casó con Isabel Garcés, hermana del obispo de Tlaxcala Julián Garcés, y de dicha unión nacieron nueve hijos (cuatro varones y cinco mujeres). De 1528 a 1564 vivió en la Nueva España realizando diversos negocios a la par de que era funcionario del virreinato, lo que le permitió amasar una importante fortuna.
La casa de Legazpi en la capital azteca fue una de las principales y a ella acudían muchos recién llegados de España para solicitar ayuda y consejo. Su hijo Melchor define de esta manera la casa de su padre en una carta dirigida al rey: 

muchos hidalgos y caballeros pobres que iban de estos reinos iban sin conocerle a su casa por la antigua costumbre que de siempre en ella hubo y porque a las personas tales siempre en ella se les dio de comer y vestir y lo necesario. Lo cual ha sido cosa muy notoria y sabida en todo aquel reino.

Las expediciones anteriores no habían logrado realizar la ruta de vuelta por el Gran Golfo −que era como se llamaba entonces al Pacífico−, hasta México. Felipe II determinó que había que explorar la ruta desde Nueva España a las islas Molucas y encargó la expedición de dos naves a Luis de Velasco, segundo virrey de Nueva España, y al fraile agustino Andrés de Urdaneta, que era familiar de López de Legazpi, que ya había viajado por esos mares. La carta en la que el rey pide a Urdaneta que se sume a la expedición dice así: 

El rey: Devoto Padre Fray Andrés de Urdaneta, de la orden de Sant Agustín: Yo he sido informado que vos, siendo seglar fuistes en el Armada de Loaysa y pasastes al estrecho de Magallanes y á la Especería, donde estovisteis ocho años en nuestro servicio. Y porque agora Nos habernos encargado á Don Luis de Velasco, nuestro Visorrey de esa Nueva España, que embíe dos Navíos al descubrimiento de las islas del Poniente, azia los Malucos, y les ordene lo que han dehacer, conforme á la instrucción que se le ha imbiado, y porque según de mucha noticia que diz que tenéis de las cosas de aquella tierra, y entender como entendéis bien, la navegación della y ser buen cosmógrafo, sería de gran efecto que vos fuesedes en los dichos navíos, así para lo que toca á la dicha navegación, como para servicio de Dios Nuestro Señor y nuestro: Yo vos ruego y encargo que vais en los dichos navíos y li hagáis lo que por el dicho Virrey os fuere ordenado, que demás que el servicio que liareis a Nuestro Señor yo seré muy servido, y mandaré tener cuenta con ello para que recibáis merced en lo que hobiere lugar.

De Valladolid a 24 de septiembre de 1559 años.
De Valladolid á 24 de Setiembre de 1559 años
Yo el Rey

Las Filipinas, que habían sido descubiertas en el viaje, el primero, alrededor del mundo que realizaron Magallanes y Elcano, caían dentro de la demarcación portuguesa según el Tratado de Tordesillas de 1494, pero aun así Felipe II quería rescatar a los supervivientes de la expedición anterior de Villalobos (1542-1544), que fue quien bautizó al archipiélago con el nombre de Filipinas en honor al, entonces príncipe, Felipe, el próximo rey Felipe II.

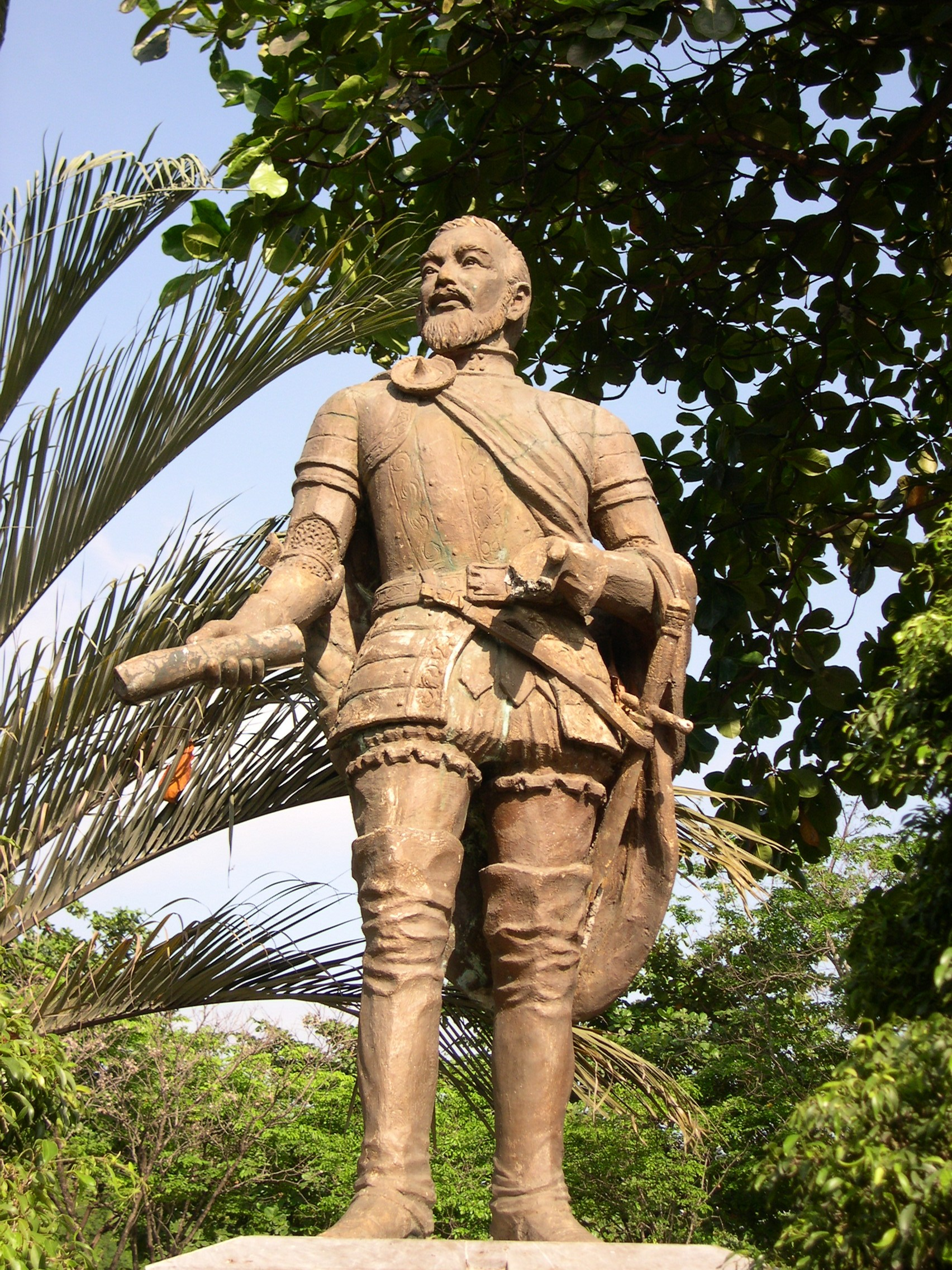
Estatua de Legazpi en la ciudad de Cebú (Filipinas)

Velasco hizo los preparativos en 1564 y López de Legazpi, ya viudo, fue puesto al mando de dicha expedición a propuesta de Urdaneta, siendo nombrado por el rey «Almirante, General y Gobernador de todas las tierras que conquistase», aun cuando no era marino. La expedición la componían cinco embarcaciones y Urdaneta participaba en ella como piloto. Legazpi vendió todos los bienes, a excepción de la casa de México, para hacer frente a la expedición, que sufrió retrasos debido a la atracción que la Florida empezó a tener entre los colonos mexicanos. Enroló en la expedición a su nieto Felipe de Salcedo, así como a Martín de Goiti en calidad de capitán de artillería.
El 1 de septiembre de 1564, el presidente y oidores de la Real Audiencia de México dan a Legazpi el documento donde especifican las instrucciones y órdenes que llevaba la expedición. El extenso documento, que ocupaba más de veinticuatro páginas, detallaba todo un código de normas de control, comportamiento y organización, así como la recomendación de dar buen trato a los naturales, que llegaba hasta a indicar cómo se debían de repartir las raciones y evitar que existieran bocas inútiles; 

... que no haya en la dicha Armada, criados ni mozos de servicio superfluos... y si más gente fuera, en especial de la inútil...

Aunque hace una salvedad en cuanto al servicio, al conceder una docena de personas destinadas a esas labores prohibiendo cualquier subida a bordo de otro tipo, dice el documento en este punto: 

Otrosi: no consentiréis que por vía ni manera alguna se embarquen ni vayan los dichos navíos, indios o indias, negros o negras, ni mujeres algunas, casadas ni solteras de cualquier calidad y condición que sea, salvo hasta una docena de negros y negras de servicio, los cuales repartiréis en todos los navíos, como os pareciese.

Con las cinco naves y unos 350 hombres, la expedición que encabezaba López de Legazpi partió del puerto de Barra de Navidad, Jalisco, el 21 de noviembre de 1564 después de que el 19 de noviembre se bendijeran la bandera y los estandartes.

### De la isla de Guam a Filipinas
La expedición atravesó el Pacífico en 93 días y pasó por el archipiélago de las Marianas. El 22 de enero desembarcaron en la isla de Guam, conocida por isla de los Ladrones, que identifican por el tipo de velamen de sus embarcaciones y canoas que ven. Legazpi ordena lo siguiente: 

que ninguna persona de la Armada fuese osado de saltar a tierra sin su licencia y los que en ella saltasen no hicieran fuerza, agravio ni daño alguno a los naturales ni de ellos tomasen cosa ninguna, así en sus bastimentas como de otras cosas, y que no les tocasen en sus sementeras, ni labranzas, ni cortasen palma ni otro árbol alguno, y que no diesen ni contratasen con los naturales cosa ninguna de ningún género que fuese, sino fuese por mano de los Oficiales de Su Majestad, que tenían cargo de ello, so graves penas, y a los Capitanes que lo consintieran, so pena de suspensión de sus oficios.

Compraron alimentos a los nativos y tomó posesión de la isla para la Corona española. El 5 de febrero salen rumbo hacia las llamadas Islas de Poniente, las Filipinas. El día 15 tocan tierra en la isla de Samar, en donde el alférez mayor, Andrés de Ibarra, tomó posesión de la misma previo acuerdo con el dirigente local. El 20 del mismo mes se hacen de nuevo a la mar y llegan a Leyte, en donde Legazpi levanta el acta de rigor de toma de posesión, aún con la hostilidad de sus habitantes. El 5 de marzo llegan al puerto de Cabalían.

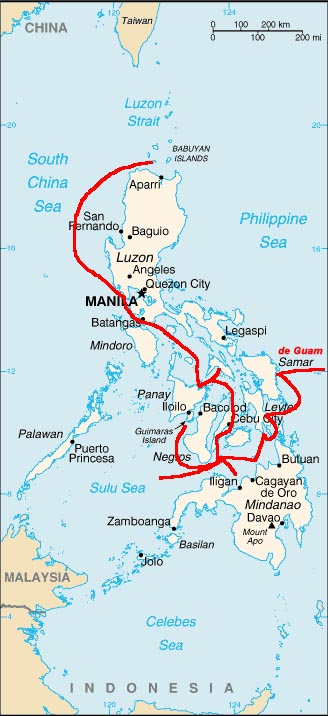
Itinerario seguido por la expedición de Miguel López de Legazpi en el archipiélago filipino.

La escasez de alimentos impulsó la búsqueda de nuevas bases, para lo que se fueron extendiendo los dominios españoles sobre las diferentes islas, llegando a dominar gran parte del archipiélago, a excepción de Mindanao y las islas de Sulú. Esta expansión se realizó con relativa facilidad, al estar los diferentes pueblos que ocupaban las islas enfrentados los unos a los otros, y al establecer Legazpi relaciones amistosas con algunos de ellos, por ejemplo, con los nativos de Bohol mediante la firma de un «pacto de sangre» con el jefe Sikatuna. Los abusos que en el pasado habían cometido los navegantes portugueses en algunos puntos del archipiélago motivaron que algunos pueblos opusieran a Legazpi una fuerte resistencia.
En una reunión deciden establecer un campamento para pasar el invierno en la isla de Cebú, que estaba muy habitada y tenía mucha provisión de alimentos, a la que llegan de nuevo el 27 de abril. Estiman que...

si no quisieren los naturales de la tierra dalles bastimentos por precios justos y usados y ser amigos nuestros, como el general pretendía, se les podrá hacer guerra justamente.

Sus ansias de paz toparon con los recelos del gobernador local, el Rajah Tupas, que era hijo del que años antes había liquidado a 30 hombres de la expedición de Magallanes en un banquete trampa. Legazpi intentó negociar un acuerdo de paz, pero Tupas mandó a una fuerza de 2500 hombres contra las naves de los españoles. Después de la batalla, Legazpi volvió a intentar acordar su establecimiento pacífico y de nuevo fue rechazado.
Las tropas españolas desembarcaron en tres bateles al mando de Martín de Goiti y Juan de la Isla, y los navíos dispararon sus cañones contra el poblado, destruyendo algunas casas y haciendo huir a los habitantes. Los españoles, que tenían una necesidad imperiosa de abastecimiento, registraron la población sin encontrar nada que pudiera servirles.
En el registro, un bermeano encuentra en una choza la imagen del Niño Jesús (al que llamarían Invención del Niño Jesús y que actualmente está en la iglesia que posteriormente construyeron los Agustinos en Cebú) y que debía de proceder de alguna expedición anterior. Legazpi manda iniciar los trabajos del fuerte, que comienzan con el trazado del mismo el 8 de mayo. Ante estos hechos, el rey Tupas acompañado por Tamuñán se presentó a Legazpi, que los recibió en su barco La Capitana, para acordar la paz. Se realiza el juramento de sangre, que consistió en que

el gobernador se sangró el pecho en una taza y lo mismo el Tupas y Tamuñán, y se sacara la sangre de todos tres se revolvió con un poco de vino, el cual se echó en tres vasos, tantos el uno como el otro lo bebieron todos los tres, á la par, cada uno su parte

y funda allí los primeros asentamientos españoles: la Villa del Santísimo Nombre de Jesús, nombrando a Pedro Briceño de Oseguera, regidor de la misma; y la Villa de San Miguel, hoy Ciudad de Cebú, que se convertiría en la capital de las Filipinas y en base de la conquista de las mismas.
Legazpi envía a su nieto Felipe de Salcedo de vuelta a Nueva España y lleva de cosmógrafo a Urdaneta, que informó del descubrimiento de la ruta de navegación por el norte del Pacífico hacia el este y se opuso a su conquista al caer dentro de los dominios asignados a los portugueses. Estos mandaron una escuadra a la conquista de la recién fundada Villa de San Miguel, pero fue rechazada en dos ocasiones, en 1568 y 1569.

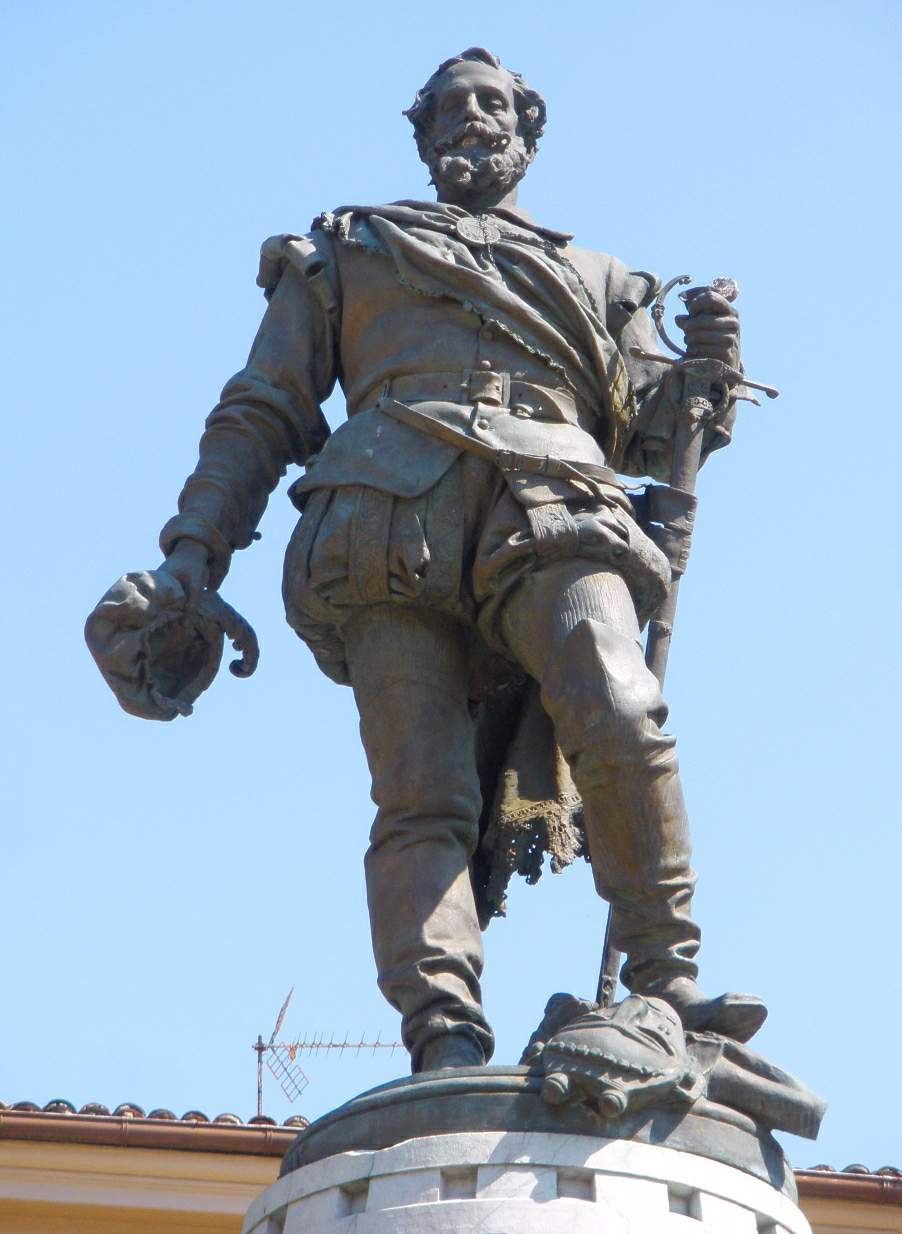
Monumento a Legazpi en Zumárraga.

Como respuesta a la expulsión española de las Molucas, Felipe II decidió mantener el control sobre las Filipinas. Para ello nombró a Legazpi gobernador y capitán general de Filipinas y envió tropas de refuerzo.
En Cebú, Legazpi tuvo que hacer frente a un levantamiento de algunos de los gentilhombres, que acaban derrotados y en la horca. En 1566 llega el galeón San Gerónimo desde México, con lo que queda definitivamente confirmada la ruta. En 1567, 2100 españoles, los soldados y los trabajadores llegaron a Cebú por órdenes del rey. Fundan una ciudad y construyen el puerto de Fortaleza de San Pedro, que se convirtió en su puesto avanzado para el comercio con Nueva España y la protección contra rebeliones nativas hostiles y los ataques de los portugueses, que fueron definitivamente rechazados. Las nuevas posesiones fueron organizadas bajo el nombre de islas Filipinas.
Legazpi destacó como administrador de los nuevos dominios, en donde introdujo las encomiendas, tal como se hacía en América, y activó el comercio con los países vecinos, en especial con China, para lo que aprovechó la colonia de comerciantes chinos establecidos en Luzón desde antes de su llegada. La cuestión religiosa quedó en manos de los Agustinos dirigidos por fray Andrés de Urdaneta.
La conquista siguió por las islas restantes, Panay (donde estableció su nueva base), Masbate, Mindoro y, finalmente, Luzón, donde encontró la gran resistencia de los tagalos.

### Fundación de Manila
La prosperidad del asentamiento de Maynilad atrajo la atención de Legazpi en cuanto este tuvo noticias de su existencia en 1568. Para su conquista mandó a dos de sus hombres, Martín de Goiti y Juan de Salcedo, en expedición al mando de unos 300 soldados. Maynilad era un enclave musulmán, situado al sur de la isla de Luzón, dedicado al comercio.
Salcedo y Goiti llegaron a la bahía de Manila el 8 de mayo de 1570, después de haber librado varias batallas por el norte de la isla contra piratas chinos. Los españoles quedan sorprendidos por el tamaño del puerto y son recibidos amistosamente, acampando por algún tiempo en las proximidades del enclave. Al poco tiempo se desataron incidentes entre los nativos y los españoles y se produjeron dos batallas, siendo derrotados los nativos en la segunda de ellas, con lo que el control de la zona pasó a manos españolas después de los correspondientes protocolos y ceremonias de paz, que duraron tres días. Fue el Rajah Matanda quien entregó Maynilad a López de Legazpi.
Legazpi llegó a un acuerdo con los gobernantes locales Rajahs Suliman, Matanda y Lakandula. En el mismo se acordaba fundar una ciudad que tendría dos alcaldes, doce concejales y un secretario. La ciudad sería doble, la intramuros, española, y la extramuros indígena.
Con la conquista de Maynilad se completó el control sobre la isla de Luzón, a la que Legazpi llamó Nuevo reino de Castilla. Reconociendo el valor estratégico y comercial del enclave, el 24 de junio de 1571 Legazpi fundaba la Siempre Leal y Distinguida Ciudad de España en el Oriente de Manila y la convirtió en la sede del gobierno del archipiélago y de los dominios españoles del Lejano Oriente.
La edificación de la ciudad —dividida en dos zonas, la de intramuros y la de extramuros— se debió a la real orden que Felipe II emitió desde el Monasterio de San Lorenzo de El Escorial el 3 de julio de 1573, y en la que se planificaba la zona de intramuros al estilo español de la época, con carácter defensivo según planos de Herrera, arquitecto de El Escorial, y dejando extramuros para las aldeas indígenas que más tarde darían lugar a nuevos pueblos y acabarían, con el tiempo, integrando la urbe de Manila.
Cuatro años después de su fundación, Manila sufrió un ataque a manos del pirata chino Lima-Hong. El gobernador Guido de Lavezares y el maestre de campo Juan de Salcedo, al mando de 500 españoles, expulsaron a la flota mercenaria chino-japonesa.

### Fallecimiento

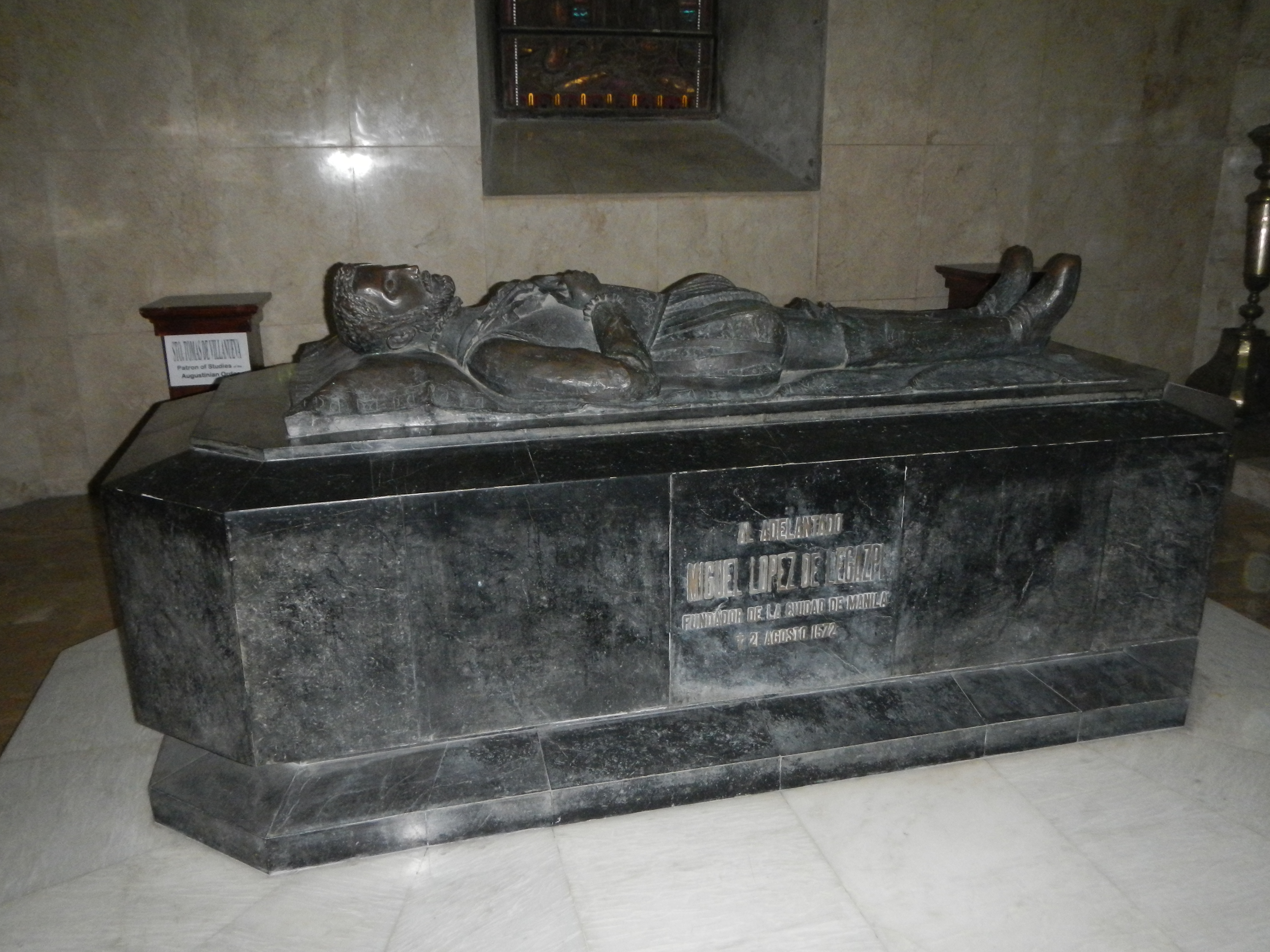
Tumba de Miguel López de Legazpi en la iglesia de San Agustín, Intramuros, Manila.

Después de proclamar a Manila capital del archipiélago de las Filipinas y de los dominios españoles del Lejano Oriente, López de Legazpi trasladó allí su residencia. Permaneció en Manila hasta su muerte el 20 de agosto de 1572. Miguel López de Legazpi falleció de un ataque cerebrovascular y en una situación económica precaria, sin saber que el rey Felipe II había firmado una Real Cédula por la que le nombraba Gobernador vitalicio y Capitán General de Filipinas y le destinaba una paga de 2000 ducados. Fue enterrado en la iglesia de San Agustín, Intramuros, en Manila.
Fray Andrés de Urdaneta definía a Miguel López de Legazpi el 1 de enero de 1561, en una carta dirigida al rey Felipe II de la siguiente forma: 

El virrey don Luis de Velasco ha nombrado por general para esta jornada a Miguel López de Legazpi, natural de la provincia de Guipúzcoa e veçino desta çiudad donde ha seido casado y al presente está viudo, e tiene hijos ya hombres e hijas casadas que tienen ya hijos, tiene otras hijas ya mugeres para podellas casar; es de edad de más de çinquenta años, es hijodalgo conocido, onrrado e virtuoso e de buenas costumbres y exemplo, de muy buen juicio e natural, cuerdo y reportado, e ombre que ha dado siempre buena quenta de las cosas que se le han encomendado del serviçio de V.M. Espero en Dios que ha de ser muy açeptado en quél vaya por caudillo de la jornada.

Durante la conquista, escribió al rey varias cartas, las cuales están guardadas bajo el título de Cartas al Rey Don Felipe II sobre la expedición, conquistas y progresos de las islas Filipinas en el Archivo de Indias en Sevilla.

## Su casa natal en Zumárraga

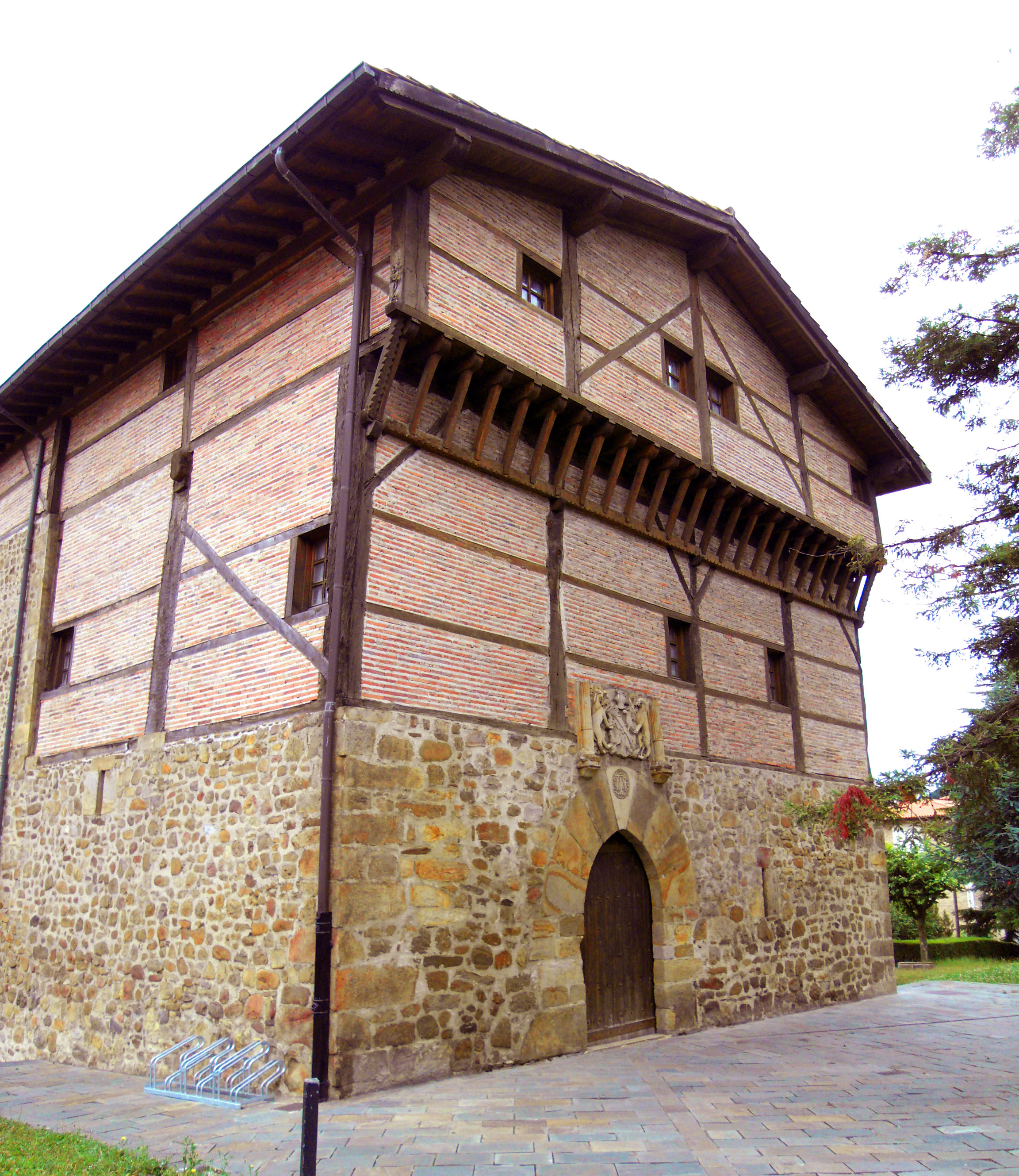
Casa natal de Legazpi en Zumárraga.

La casa «Jauregi Haundia», mucho más conocida como la Casa-Torre Legazpi o Legazpi Dorretxea en euskera, en donde nació Miguel López de Legazpi se halla en la localidad guipuzcoana de Zumárraga. En 1947, el escritor José de Arteche denunciaba el estado de ruina que dicho edificio presentaba. En 1964, el Ayuntamiento de Zumárraga restauró la edificación, que se inaugura en el cuarto centenario de la expedición, y se instala un museo. En la actualidad, la llamada Torre Legazpi alberga una escuela de música. En Zumárraga se levanta un monumento a Miguel López de Legazpi y se guarda un cuadro suyo en la casa consistorial. También hay monumentos suyos en Manila.